# ドミニック・ルクール
ドミニック・ルクール（Dominique Lecourt, 1944年2月5日 - 2022年5月1日）は、フランスの哲学者。パリ第七大学教授。専門は科学哲学・科学史。

## 来歴
パリで生まれ、1965年に高等師範学校卒業、1966年に哲学の教授資格取得、1980年に文学博士取得。1989年にパリ第七大学教授物理学部教授に就任後、1986年から1988年まで国立通信教育センターの所長を務めるなど幅広く活躍。
フランス流科学哲学（エピステモロジー）の嫡流をくむ人物。レジオンドヌール勲章シュヴェリエ章受章。彼が監修した Dictionnaire d’histoire et philosophie des sciences, sous la direction de D. Lecourt （1999, 4e réed. Quadrige/PUF, Paris, 2006年）は定評がある。

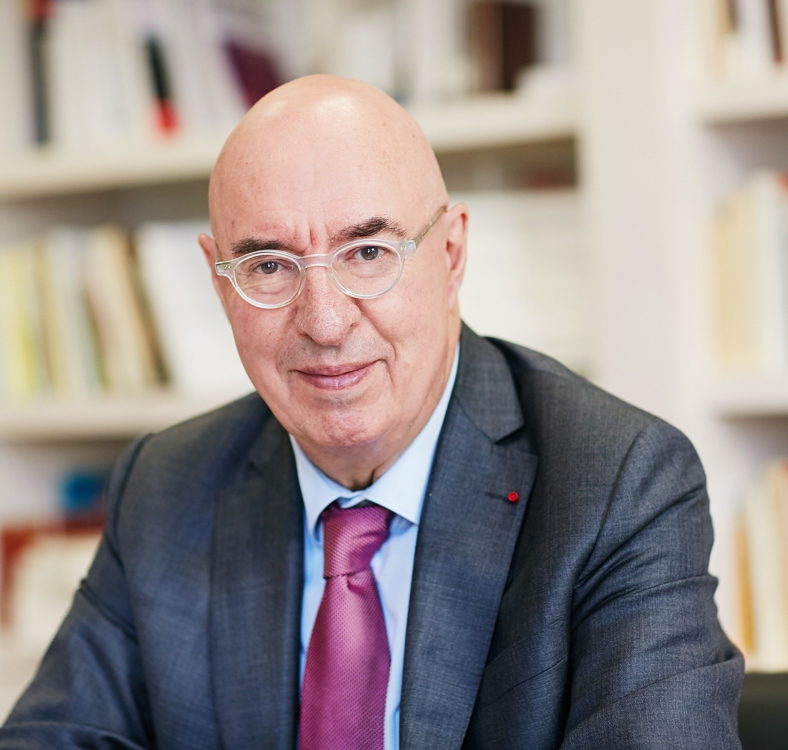
ドミニック・ルクール（Kasia Kozinski撮影、2015年）

2022年5月1日、死去。78歳没。

## 日本語訳書
- 『ポパーとウィトゲンシュタイン－ウィーン学団・論理実証主義再考』野崎次郎訳、国文社、1992年
- 『科学哲学』沢崎壮宏・竹中利彦・三宅岳史訳、白水社〈文庫クセジュ〉、2005年　ISBN 4-560-50891-7
- 『カンギレム－生を問う哲学者の全貌』沢崎壮宏・竹中利彦・三宅岳史訳、白水社〈文庫クセジュ〉、2011年